# Wilhelm Kempff
Répertoire
Beethoven, Mozart, Brahms, Schumann, Liszt, Schubert...
Friedrich Wilhelm Walther Kempff, né à Jüterbog, dans le Brandebourg, le 25 novembre 1895 et mort à Positano en Italie le 23 mai 1991, est un pianiste allemand, l'un des grands virtuoses du XXe siècle. Ses soixante années au service de la Deutsche Grammophon Geselschaft (devenue plus tard Deutsche Grammophon) ont fortement contribué à construire une image de l'Allemagne inscrite dans le répertoire national, expression d'une « âme allemande ».
Son toucher d'organiste « tout en retenue » donnait à entendre les silences entre les notes et, au-delà, une interprétation passionnelle héritée de Liszt qui dépasse la seule partition mais que justifie l'art de l'interprétation, auquel il a été formé précocement. Son agogique, rappelant l'improvisateur qu'il avait aimé être dans sa jeunesse, s'allie à une tradition classique qui, sans jamais chercher la virtuosité en soi, privilégie surtout la profondeur de sentiment. Attaché au classicisme hérité de Jean-Sébastien Bach et à la musique tonale, il a également été un compositeur joué de son vivant.

## Biographie

### Destin musical (1895-1913)

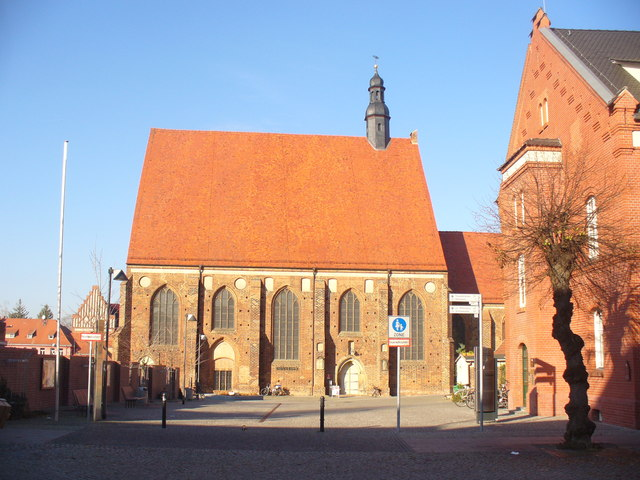
La maison natale de Wilhelm Kempff ouvre sur la place de l’Église aux Moines, vers la sortie ouest de la ville de garnison qu'était alors Jueterbog.

Wilhelm Kempff appartient à une lignée de musiciens luthériens. Son père, Wilhelm Kempff, est cantor. Son grand-père était organiste. Son frère Georg (de), aîné de deux ans, deviendra pasteur puis directeur de l'Institut de musique religieuse au sein de l'université Friedrich-Alexander d'Erlangen-Nuremberg.
À partir de l'âge de 4 ans Wilhelm Kempff grandit à Potsdam, où son père a été nommé directeur de la musique royale et organiste de l'Église Saint-Nicolas. C'est de celui-ci qu'il reçoit ses premières leçons de musique, chant, orgue et violon. L'année suivante, il commence son apprentissage de la technique du piano auprès d'Ida Schmidt-Schlesicke, une collaboratrice de son père. Celle-ci lui fait apprendre par cœur les quarante huit préludes et fugues du Clavier bien tempéré, qu'à l'âge de 9 ans il peut spontanément transposer à n'importe quel ton de n'importe quel mode.
C'est alors, c'est-à-dire très précocement, qu'il obtient deux bourses et intègre à Berlin, sur recommandation de Georg Schumann, la Königliche Akademische Hochschule für ausübende Tonkunst, que dirige le fondateur Joseph Joachim et qui deviendra en 1918 la Staatliche Akademische Hochschule für Musik de l'actuelle Université des arts.

### Le conservatoire supérieur durant la Grande guerre (1914-1917)

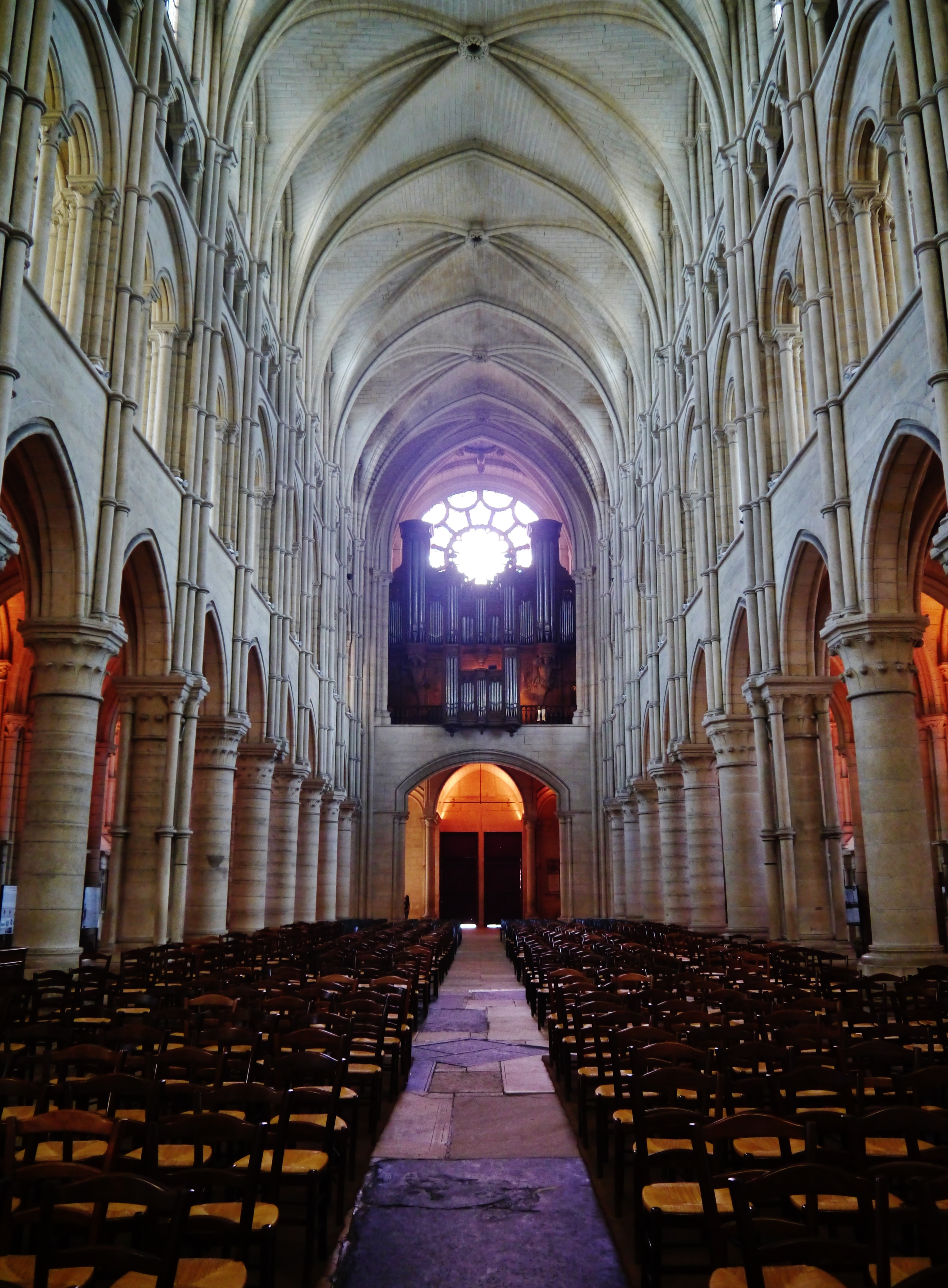
L'orgue de Laon dont Wilhelm Kempff se vantera au début de la « guerre assise », en 1939, d'avoir joué à l'automne 1916 pour les Feldgrau.

Dix ans plus tard, en 1914, Wilhelm Kempff retourne à Potsdam préparer son baccalauréat au lycée Victoria (de), puis revient aussitôt dans la capitale voisine poursuivre des études supérieures dans le même Conservatoire supérieur. Admis en outre à la faculté de philosophie de l'université Frédéric Guillaume en dépit d'insuffisances en mathématiques, il étudie aussi la composition à l'Académie des arts auprès de Robert Kahn, élève de Johannes Brahms, tout en prenant des leçons de piano au Conservatoire Stern auprès de Karl Heinrich Barth. Celui-ci, élève de Hans Guido von Bülow et de Carl Tausig, lui transmet, héritée de ce dernier, la tradition de Franz Liszt.
Au milieu de la guerre une de ses connaissances de la Haute école pratique de musique, lieutenant sur le front de l'ouest, l'invite à faire pour les « Feldgrau » une tournée musicale en compagnie de Georg Kulenkampff, étudiant en violon de 19 ans. À l'automne 1916 les ordres de missions transmis, celui-ci joue dans la cathédrale de Laon intacte la Chaconne de Bach. Wilhelm Kempff joue la Passacaille. Il est enthousiasmé par l'idée d'avoir libéré l'orgue français d'une pratique mièvre qu'il juge par trop « américaine » et d'avoir avec un cœur luthérien fait enfin résonner dans la cathédrale une « aspiration à un autre monde qui soit en paix ».
Il achève avec succès son cursus à la Hochschule für ausübende Tonkunst en 1917 sans passer les épreuves. Il en a été dispensé à titre exceptionnel.

### Figure nationale (1917-1935)
Compositeur prodige repéré depuis l'âge de 12 ans et qualifié à celui de quatorze de « phénoménal » par Ferruccio Busoni, Wilhelm Kempff est déjà célèbre pour ses talents d'improvisateur quand en 1917, à 22 ans, après deux tournées avec la chorale de la cathédrale de Berlin (de), il donne son premier récital important à l'Académie de chant en jouant devant Guillaume II la colossale Sonate « Hammerklavier » opus 106 de Beethoven et les Variations sur un thème de Paganini de Brahms. La performance lui vaut d'être exempté par l'Empereur en personne de service militaire et vraisemblablement d'avoir ainsi la vie sauve sinon de conserver ses mains. Un an plus tard il reçoit un accueil triomphal et, pour un si jeune soliste, étourdissant en donnant le Concerto no 4 en sol majeur de Beethoven avec la Philharmonie de Berlin dirigée par Arthur Nikisch.

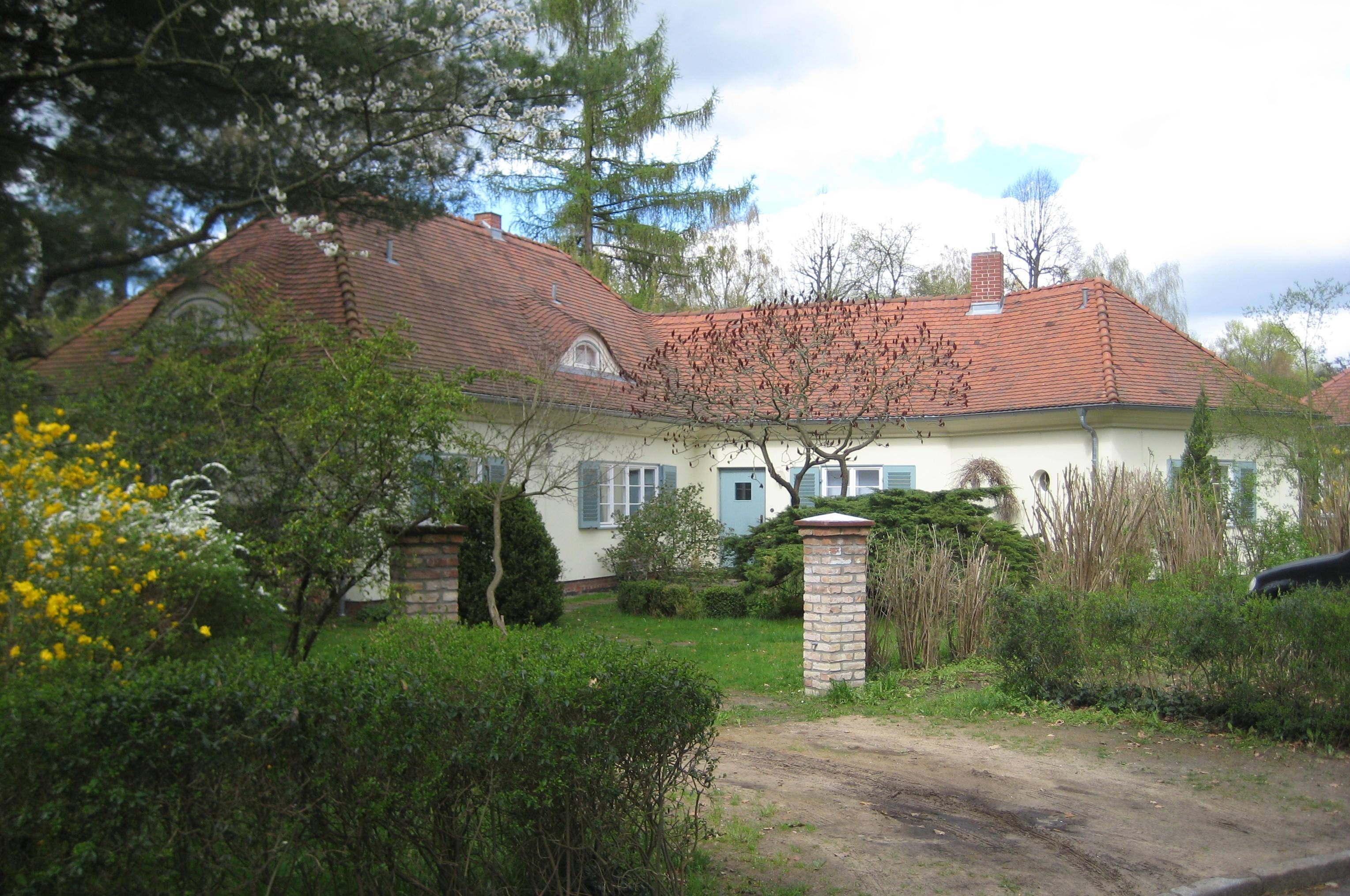
En 1933, Wilhelm Kempff fait construire dans le verdoyant Potsdam impérial sa Landhaus, actuel 50 Am Neuen Garten. Il l'agrandit en 1936.

En 1929 il se voit offrir, pour lui et sa famille, un logement dans le Château de l'Orangerie de Sanssouci, que le 26 octobre 1926 la République de Weimar a nationalisé et, le 1er avril 1927, confié à une fondation. Il y a là aussi le conservateur de musées Paul Ortwin Rave, qui en 1933 entre en conflit avec l'administration nazie au sujet de l'art dégénéré. Wilhelm Furtwängler est un voisin, logé de l'autre côté du parc, à la Faisanderie. Après s'être essayé à l'enseignement à l’École supérieure de musique de Stuttgart, Wilhelm Kempff, sans renoncer tout à fait à sa vocation première de compositeur, se consacre pleinement à sa carrière de soliste et aux concerts et enregistrements.
Le 26 mai 1934 il embarque à Friedrichshafen dans le premier des vols réguliers du Graf Zeppelin vers l'Amérique du Sud, vols qu'Hugo Eckener, opposant prudent à Adolf Hitler mais conscient du rôle qu'il joue dans la propagande nationaliste, n'osera enfin interrompre qu'en 1937. Cette démonstration du redressement de l'Allemagne nazie fait l'objet d'une attention internationale, en particulier des États-Unis, qui ont dépêché à bord le futur vice amiral Charles Emery Rosendahl (en). Depuis Rio de Janeiro, où le dirigeable commandé par le capitaine Albert Sammt (de) atterrit le 30 mai, une tournée de trois semaines a été préparée pour le pianiste à travers un Brésil en proie à la Grande Dépression et au getulisme.

### De la complaisance à la récupération (1936-1938)
En 1936 Wilhelm Kempff père prend sa retraite en s'assurant de laisser la direction de la musique de Saint Nicolas à Fritz Werner (de). Sur un terrain acquis en 1933 longé par l'allée conduisant en dix minutes à pieds au palais de Marbre de Potsdam, où l'été il donne des cours, et qui a commencé d'être aménagé selon les plans de l'architecte Otto von Estorff (de), Wilhelm Kempff fils fait construire sa résidence secondaire par Estorff (de) et Winkler (de) dans le style völkisch, voire « défense de la patrie », alors très apprécié. Le jardin est réalisé par Karl Foerster.
Il y reçoit jusque pendant la guerre le pianiste Eduard Erdmann, adhérent résigné du NSDAP qui s'était opposé à l'exclusion des musiciens catégorisés « juifs », et le violoniste Georg Kulenkampff qui, avec la protection du chef du département Musique du Ministère de la propagande Georg Schünemann, s'obstine à jouer un Felix Mendelssohn proscrit pour cause de judéité et se refuse au jeu « aryanisé », c'est-à-dire celui qui interdit la cadence préconisée par Fritz Kreisler. Lui-même est consterné par l'idéologisation de la musique. « Ils ont beau dessiner autant de croix gammées qu'ils veulent sur la partition de la Sonate Waldstein, ce n'est pas ainsi qu'ils pourront la jouer mieux. »
Il reçoit aussi l'accompagnateur de Georg Kulenkampff, le Suisse Edwin Fischer, dont la maison berlinoise sera détruite en 1942 par un des bombardements du Bomber Command et, pour de rares apparitions, la princesse royale Cécile, qui habite en face. Plus souvent c'est elle qui l'invite, de même que Wilhelm Backhaus, qui a été titularisé le 20 avril 1936 pour avoir publié un mois plus tôt, durant la campagne des législatives de 1936, un éloge d'Adolf Hitler avant d'être nommé par celui-ci sénateur de la culture du Reich.
Il est aussi l'hôte du docteur Kaiser, père du futur critique et membre du Groupe 47 Joachim Kaiser qui ne goûte guère l'embrigadement nazi, à Tilsit, en Prusse-Orientale, pour de mémorables parties de musiques. À l'automne 1938 il retrouve son ami Ernst Wiechert, qui a été interné du 6 mai au 30 août à Buchenwald et n'en a été libéré que contre la promesse de s'en tenir désormais à une « émigration intérieure ». L'exemple de Wiechert est un avertissement adressé par Joseph Goebbels à tout artiste qui ne se prêterait pas à la propagande nazie, une menace claire de « destruction physique ». En décembre Wilhelm Kempff est reçu par Benito Mussolini, auquel il dédie son nouvel opéra-comique, Famille Gozzi.

### Au programme de la propagande nazie (1939-1943)
Quand éclate la Seconde Guerre mondiale, Wilhelm Kempff, qui, après avoir enregistré deux fois pour Polydor, a signé en 1930 un contrat de quasi-exclusivité avec Deutsche Grammophon, est déjà parvenu au sommet de sa gloire, une gloire nationale qui tutoie Albert Speer, auquel il a l'habitude d'offrir le dernier disque enregistré. 
Il participe au projet de Joseph Goebbels d'un Deutsche Oper à Prague, capitale du Protectorat de Bohême-Moravie devant être germanisée.
Dès 1939, il est sollicité par le Deutsche Arbeitsfront NSG pour jouer devant le personnel de la KdF, comité national qui organise des loisirs pour soutenir le moral des soldats et de la nation en guerre. En la circonstance, il publie un court article narrant sa participation à une telle entreprise de concert aux armées en septembre 1916. Versant dans l'idée d'une exception culturelle allemande, il y ajoute un vibrant témoignage de la naissance à ce moment-là, en la cathédrale de Laon, de sa foi en « notre peuple qui, au milieu du tourment des batailles, écoute la voie des vrais prophètes, car Jean-Sébastien Bach appartient au rang des prophètes. »
C'est ainsi que, contrairement à certains, tel Wilhelm Furtwängler par exemple, il n'hésite pas à se produire de nombreuses fois dans Paris occupé, entre autres avec Elly Ney et Ginette Neveu. Le 1er août 1942, il accompagne, avec Alfred Cortot, Germaine Lubin lors d'un concert clôturant l'exposition d'Arno Breker, événement qui réunit au musée de l'Orangerie le tout Paris et qui restera dans les mémoires comme un des moments les plus compromettants de la collaboration culturelle. Une amitié durable naît avec cette cantatrice énamourée de Philippe Pétain, qui a adhéré en 1938 au Parti populaire français de Jacques Doriot et a été présentée à deux reprises par son amie Winifred Wagner à son plus célèbre admirateur, Adolf Hitler. Il fait le voyage de retour avec elle et l'héberge durant le mois d'août dans sa Lanhaus de Potsdam. Elle le recevra à son tour à Ballan-Miré dans son château de La Carte en Touraine.
À Vichy, il est reçu en privé le 1er juillet 1943, après une prestation au Carlton devant Roland Krug von Nidda, par Pierre Laval, donnant ainsi un gage à l'opinion collaborationniste.
Contrairement à un Walter Rummel, il cesse ses représentations en France, au terme d'une tournée triomphale, en novembre 1943, alors qu'est annoncée la victoire des Alliés. Il invoque des raisons de santé, déserte le « front intérieur » dressé par Goebbels et ne se montre plus non plus en public en Allemagne.

### Dans le crépuscule de Speer (1944-1945)
Quatre mois plus tard, le 16 mars 1944, Wilhelm Kempff rompt cette brève émigration intérieure pour Albert Speer, ministre de l'armement plus persuadé que jamais de la victoire prochaine et de la nécessité de durcir la répression, en donnant un récital devant le personnel de l'hôpital de Hohenlychen. C'est pour fêter la sortie de son ami, dont le genou a été opéré, sous la supervision du docteur Karl Brand, l'organisateur de l'Aktion T4, par le docteur Karl Gebhardt, celui-là même qui à l'été 1942 expérimentait les sulfamides sur quatre vingt une prisonnières du camp de concentration de Ravensbrück, qui est à une douzaine de kilomètres de là, derrière la forêt.
Le 26 juin 1944, il est au Volkshotel Platterhof (de), à Obersalzberg, pour accompagner Georg Kulenkampff jouant devant un parterre d'industriels venus écouter un Hitler diminué par la maladie promettre, en cas de défaite, le goulag à ceux qui n'auraient pas choisi le suicide.

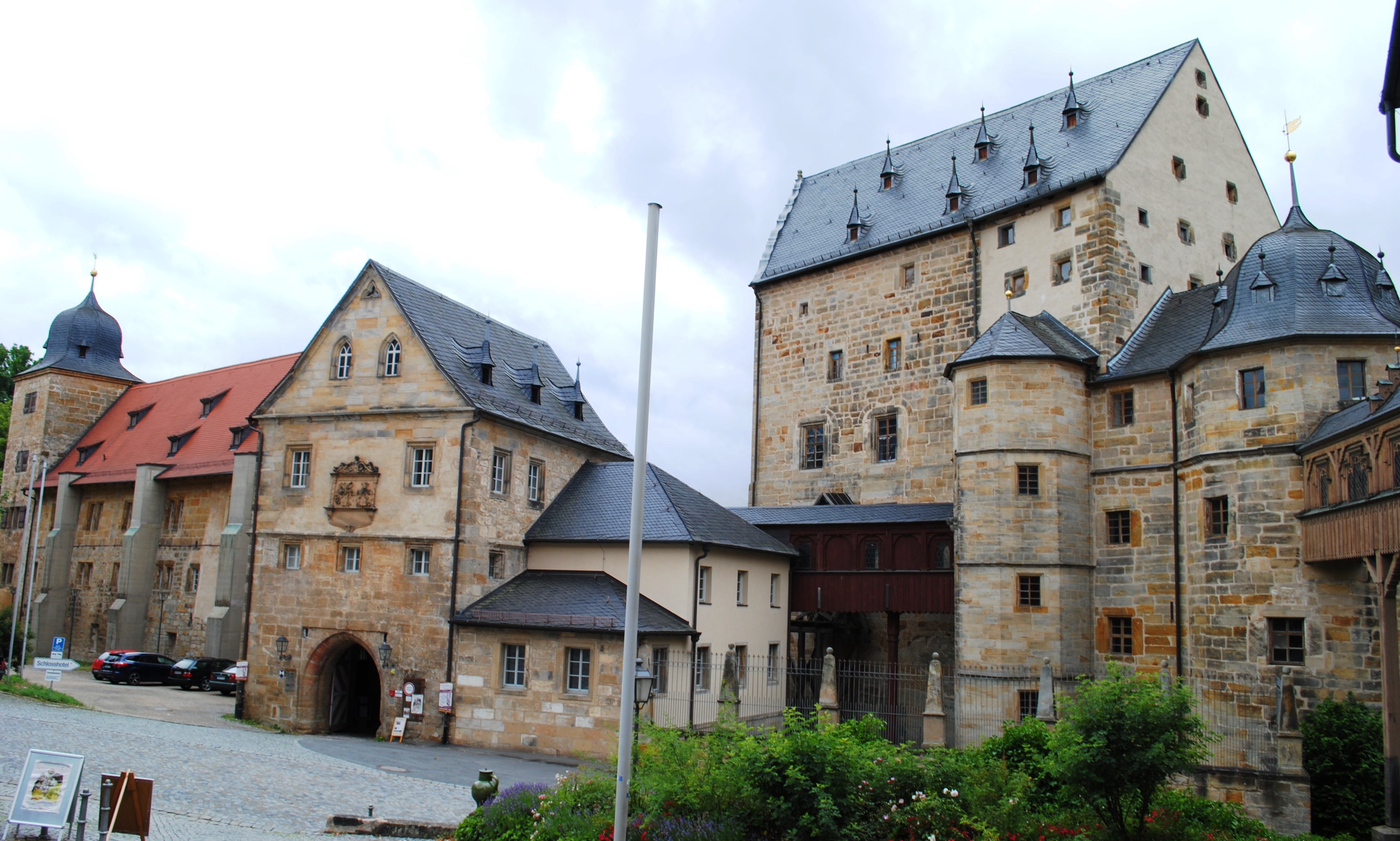
Le château Thurnau, où en février 1945 Wihemm Kempff et sa famille trouvent refuge avec quatre- vingts autres personnes. Interdit de concert en Zone américaine, il y habitera dix ans avant de s'installer à Ammerland.

Face à l'avancée soviétique, Wilhelm Kempff est enrôlé à la fin de l'année 1944 dans l'éphémère et désespérée résistance armée populaire, la Volkssturm. À l'âge de 49 ans, il se forme au maniement des roquettes antichar Panzerfaust. Le 4 février 1945, il est évacué vers la Haute-Franconie, zone intermédiaire entre l'avancée américaine et l'l'offensive qui se prépare à l'est, et trouve refuge avec sa femme enceinte au château Thurnau (de), auprès de la famille Künssberg (de).
Moins de deux mois plus tard, Albert Speer envoie une voiture le chercher. Le mercredi 4 avril 1945, après avoir entendu la première symphonie de Brahms, Wilhem Kempff, pas tout à fait comme Dmitri Chostakovitch dans Léningrad assiègé, joue le concerto pour piano de Schumann dans un Berlin affamé, déjà en proie au marché noir et au pillage. Le soir, à la maison de maison de l'ingénieur de Wannsee, il joue avec Gerhard Taschner et la femme de celui-ci, Gerda Nette, en l'honneur de l'amiral Karl Dönitz et une vingtaine d'invités dans une atmosphère des plus festives. Le 12 avril 1945, il a retrouvé, avec entre autres Robert Heger et les Taschner, le château Thurnau (de). Albert Speer a veillé à l'évacuation de tous les musiciens alors encore en poste au Philharmonique de Berlin.
Duplice, Wilhem Kempff est traduit à la fin de l'année 1945 devant une commission de dénazification organisée par les forces d'occupation américaines, qui ne retient pas de charges contre lui, mais des détracteurs  continueront longtemps après d'ironiser sur Mein Kempf.

### Reconnaissance internationale (1946-1991)
Wilhelm Kempff aura dès 1920 joué dans toute l'Europe avant de conquérir le reste du monde. Entre 1936 et 1979, il se produit dix fois au Japon. Toutefois, il est après-guerre de fait ostracisé en raison du soutien qu'il reçut des Nazis mais aussi d'amitiés pour des personnalités telles qu'Arno Breker, Alfred Cortot ou Germaine Lubin, qu'il ne reniera jamais.
Si le 6 octobre 1945 un MWR (en) américain le fait jouer, à Hambourg avec la  Philharmonie dirigé par Eugen Jochum, et s'il donne au préalable quelques concerts en Suisse et en Amérique du Sud, c'est le lundi 22 novembre 1948 à Paris qu'il fait un retour sur la scène internationale, pour trois concertos dirigés par Gaston Poulet. Il le fait à la faveur d'un rapprochement culturel, à travers la critique musicale, de la future République fédérale d'Allemagne organisé par la propagande française dans le contexte naissant de la guerre froide.
Il lui faudra cependant attendre 1954 pour être invité une seconde fois à Londres, les 2 et 4 juin par Anatole Fistoulari dirigeant le London Symphony Orchestra à Kingsway Hall (en). Auparavant, il aura fallu pour cela l’enthousiasme d'une critique française issue de la Résistance non communiste, une première tentative de se produire en Allemagne occupée, le 3 décembre 1950 en Zone française avec l'Orchestre symphonique de la SWR, puis le soutien du Théâtre des Champs-Élysées et de Wigmore Hall, qui l'ont invité dès 1951, de la Société des Amis de Romain Rolland en Allemagne, organe de l'amitié francoallemande qui en a fait son président, de la Société Martin Behaim, qui a fait de même, et de nouveaux amis tels Yehudi Menuhin et Leonard Bernstein. Son récital d'orgue donné le 1er mars 1955 en faveur des victimes d'Hiroshima et de Nagasaki dans l'église de la Paix mondiale (de), aura aussi beaucoup contribué à donner des gages à son « humanisme » inscrit, comme pour beaucoup d'intellectuels marqués par la Première Guerre mondiale, dans un pacifisme sincère devenu, par les circonstances, ambigu.
En août 1959, à l'âge de 63 ans, il fait ses débuts en Amérique du Nord, en l'occurrence aux Festivals de Montréal, où il joue avec le Symphony of the Air Orchestra sous la direction de Wilfrid Pelletier. Également sous la direction de ce dernier, les 16 et 18 janvier 1961, il donne l'intégrale des concertos pour piano de Beethoven avec l'Orchestre symphonique de Québec, premier orchestre canadien avec lequel il se fait entendre. Ce n'est qu'en 1964 qu'il se produit une première fois à New York, à Carnegie Hall les 13 et 15 octobre, mais en soliste.

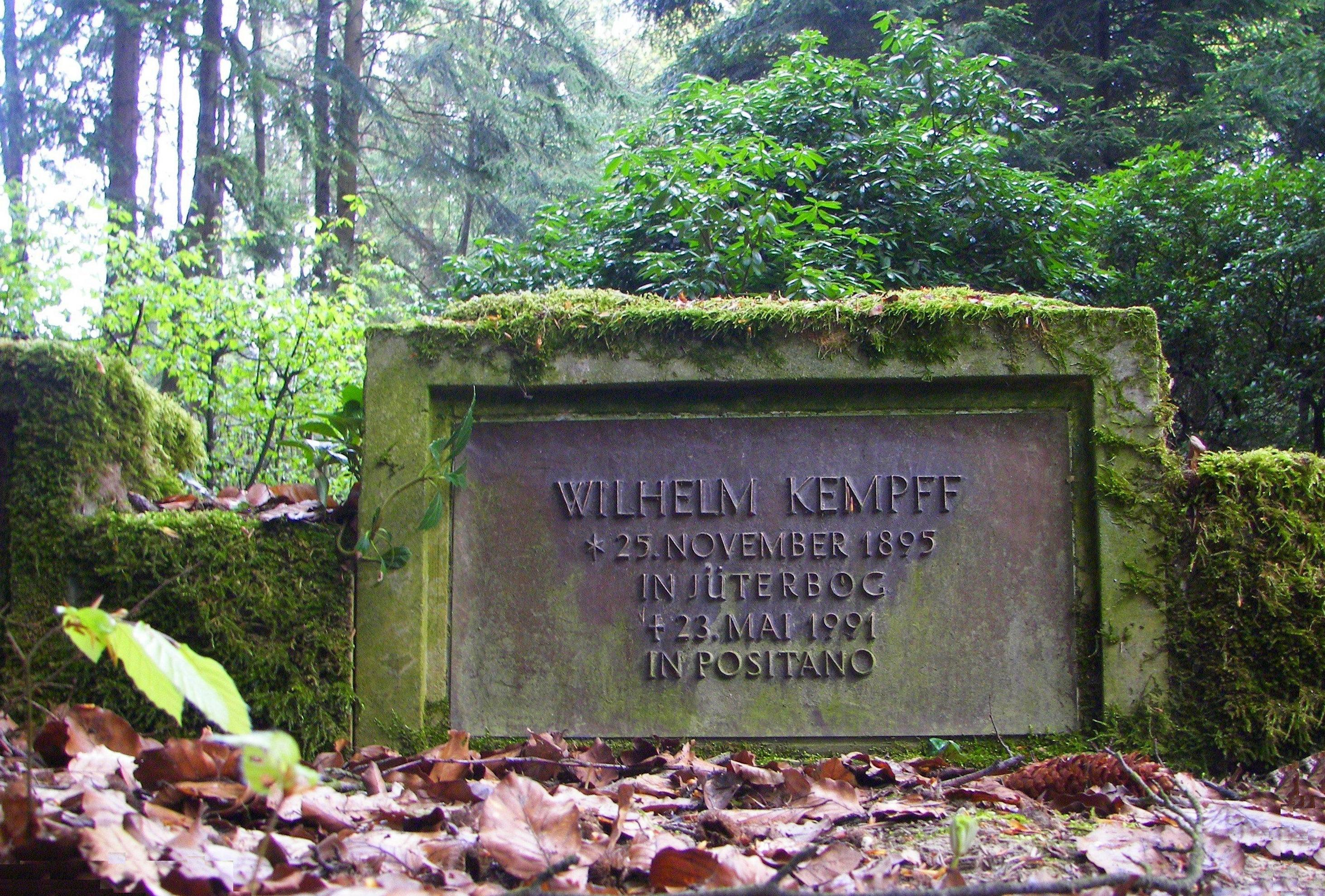
Tombe de Wilhelm Kempff dans le cimetière forestier des seigneurs de Künssberg, au pied du, en Haute-Franconie.

Il fait ses adieux, mémorables, à Paris, salle Pleyel, le mercredi 18 mars 1981 et donne un dernier concert le 31 juillet 1982, à Holzhausen. La maladie de Parkinson le contraint à la retraite. C'est sur la côte amalfitaine qu'il avait découverte lors d'un séjour de six semaines chez Axel Munthe à la villa San Michele et où il avait en 1957 fait construire une Casa Orfeo pour y accueillir son école de musique, à Positano, qu'il meurt, le 23 mai 1991, cinq ans après sa femme, Helene Hiller von Gaertringen, son élève à Stuttgart qu'il avait épousée en 1926 en la cathédrale de Berlin et dont il eut deux fils et trois filles.

## Carrière

### Le pianiste

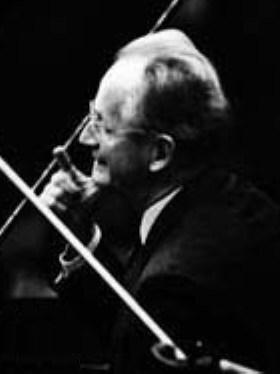
Wilhelm Kempff surpris discutant avec le chef Ernest Ansermet en 1965.

Considéré comme l'un des plus grands pianistes du XXe siècle, Kempff s'est d'abord mis au service du répertoire allemand et viennois: Beethoven, Mozart, Bach, Schubert, Schumann, Brahms, Liszt. Il a enregistré sur une période de soixante ans, ce qui permet de comparer et de mesurer une évolution.
Ses deux enregistrements de l'intégralité des sonates de Beethoven, l'un en mono entre 1951 et 1956, et l'autre en stéréo en 1964 et 1965, restent des références. Une première intégrale, non terminée, avait également été enregistrée entre 1926 et 1945. C'est l'autrichien Arthur Schnabel qui aura alors, en exil, mené à bien cet exploit entre 1932 et 1937, pour la maison britannique La Voix de son maître. Quoique en réalité interprétée dans une recherche constante de classicisme rigoureux, la Sonate Clair de lune, interprétée par Kempff, passe pour un summum de romantisme beethovénien.
Dans le prolongement des concerts d'Artur Schnabel, Wilhelm Kempff fut le premier à enregistrer l'intégralité des sonates de Franz Schubert, révélant au grand public la plus grande part jusqu'alors tout à fait méconnue du compositeur viennois. Son Andantino de la Sonate no 20 en la majeur, D. 959, restera inégalé. S'ouvrant après-guerre au répertoire français, il enregistre en 1945 le Nocturne n° 6 de Gabriel Fauré et en 1962 les clavecinistes Couperin et Rameau.
Accompagnateur hors pair, Kempff s'est aussi illustré dans la musique de chambre, en particulier au côté de Yehudi Menuhin, pour l'enregistrement des sonates pour violon et piano de Beethoven, et de Pierre Fournier.

### Le professeur
De 1924 à 1929, Wilhelm Kempff, à la suite de Max Pauer (de), dirige l'École supérieure de musique du Wurtemberg, à Stuttgart, où il assure en outre le cours de piano. En 1931, il fonde, avec Edwin Fischer, Walter Gieseking et Elly Ney, une école estivale dans les locaux du Palais de Marbre de Potsdam. Il y donne  ses cours magistraux jusqu'en 1941. 
En 1957, il crée la Fondazione Orfeo, aujourd'hui Kempff Kulturstiftung, à Positano, en Italie, et donne son premier cours annuel d'interprétation de Beethoven en sa villa amalfitaine, construite dans ce but. Les moyens y étant rudimentaires, deux pianos pour vingt personnes, c'est plus qu'une école, un lieu de rencontres où les échanges alternent avec les activités touristiques. Pour lui, l'excellence dans l'interprétation se trouve au-delà de la partition, dans une spiritualité nourrie de littérature et de mythologie grecque. Il continue cet enseignement basé sur la recherche d'inspiration voire l'oubli de la technique jusqu'en 1982. Gerhard Oppitz et John O'Conor ont assisté à nombre de ses cours magistraux et resteront proches du maître. Après la mort de celui-ci, en 1991, Oppitz prend la relève, de 1992 à 1994, puis John O'Conor.
Parmi ses élèves, on peut aussi citer Jörg Demus, Mitsuko Uchida, Ventsislav Yankoff, Peter Schmalfuss (de) ou encore İdil Biret.

### Le compositeur

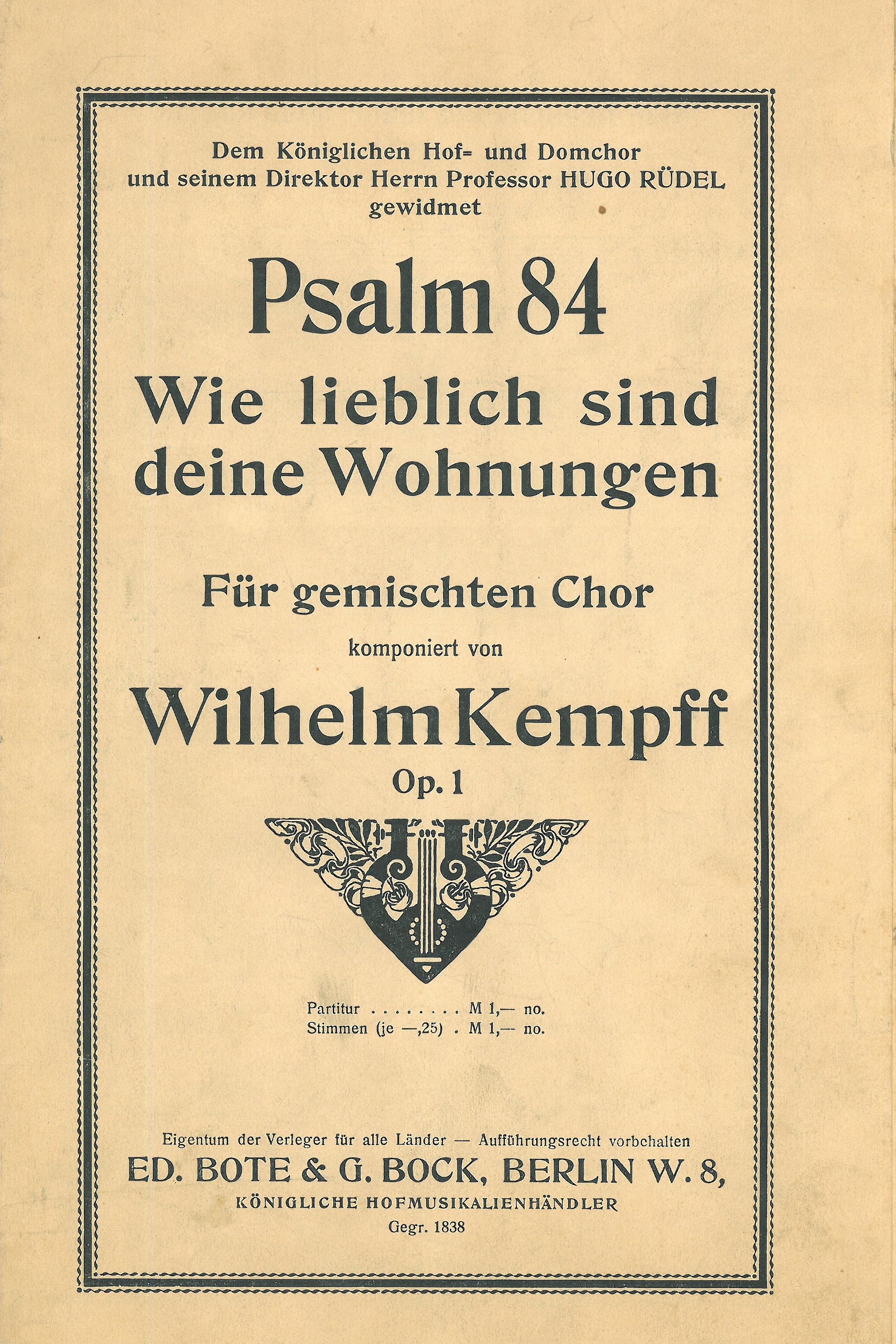
Première édition, en 1913 soit à l'âge de 18 ans, du premier opus de WIlhelm Kempff, le psaume Que tes demeures sont aimables, dont Bach avait mis en musique les derniers vers pour la fête de la Réforme 1725.

Une activité moins connue de Kempff était la composition. Il composa pratiquement dans tous les genres et laisse notamment quatre opéras, deux symphonies, deux quatuors à cordes, deux concertos pour violon.
Sa seconde symphonie fut jouée pour la première fois en 1929 par l'Orchestre du Gewandhaus de Leipzig dirigé par Wilhelm Furtwängler. Georg Kulenkampff et Paul van Kempen lui ont plusieurs fois fait honneur.
Revenu à Bach durant sa retraite forcée d'après-guerre, il a aussi préparé de nombreuses transcriptions, dont la fameuse Sicilienne de la Sonate pour flûte en mi majeur, qui a été enregistrée par Dinu Lipatti, son pianiste préféré, et İdil Biret, qu'il a formée alors qu'elle était encore enfant.

## Réception critique
« [...] légende du piano [...] »

— Le critique Claude Rostand annonçant le retour attendu de Wilhem Kempff à Paris le 8 décembre 1948.

« Vous n'avez pas joué comme un pianiste, mais comme un être humain. »

— Jean Sibelius, quelques semaines avant de mourir, après avoir écouté Wilhelm Kempff interpréter la Sonate Hammerklavier, l'ayant invité chez lui à l'occasion d'une tournée en Finlande et lui ayant demandé spécifiquement de la lui jouer.

« [...] ce qu'il y a de poétique dans la musique, [...] la signification des pauses, d'un jeu silencieux tout en retenue [forment] le modèle Kempff. »

— Ingo Dannhorn (de), élève par procuration (de) de Wilhelm Kempff, via Gerhard Oppitz.

« [Kempff] jouait selon son inspiration... Cela variait selon la direction de la brise, comme avec une harpe éolienne. Vous pouviez ramener chez vous quelque chose que vous n'aviez jamais entendu auparavant. »

— Son cadet Alfred Brendel, opposant l'exactitude de la partition au ressenti de l'interprète.

« [...] couleur hypnotique et douce, proche de l'orgue [...] »

— Un critique du XXIe siècle.

« Il jouait comme Saint François parlait aux oiseaux [...]. »

— Le même.

## Distinctions

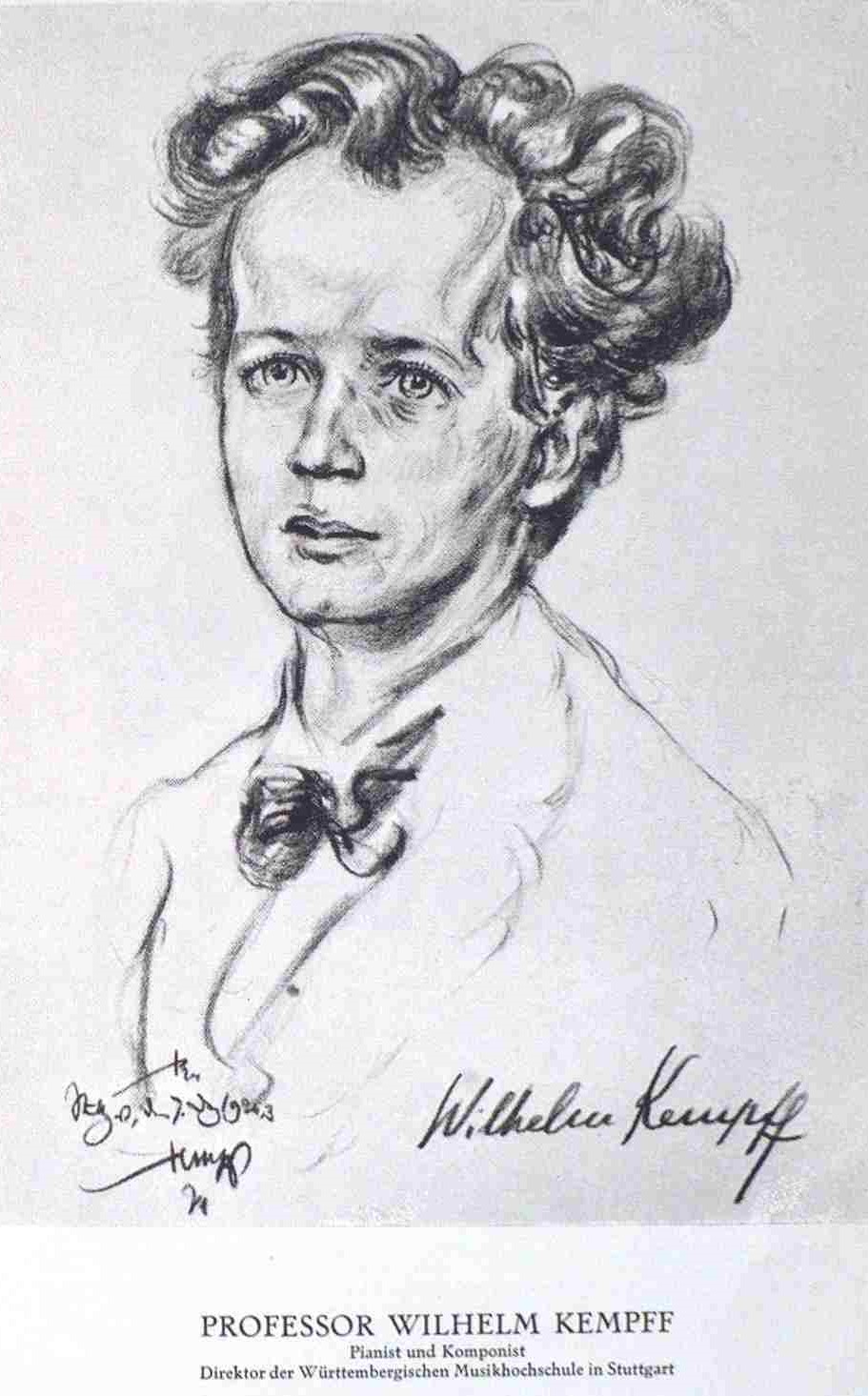
Portrait dessiné par Emil Stumpp présentant en 1926 le « directeur de l'École supérieure de musique du Wurtemberg » dans la '.

### Prix
- 1917, prix Mendelssohn.
- 1954, Grand Prix du disque Charles Cros (concerto pour piano de Liszt).
- 1961, Grand prix du disque Ritmo (es) (Beethoven).
- 1967, Grand prix du disque Charles Cros (Beethoven).
- 1967, Grand prix des discophiles.
- 1968, Grand prix du disque Charles Cros (Trois dernières sonates (de) de Schubert).
- 1970, médaille d'or Deutsche Grammophon (cinquantième anniversaire du premier enregistrement).
- 1972, disque d'or Deutsche Grammophon (sonates Pathétique et Au Clair de lune).
- 1975, disque d'or (concerto L'Empereur).
- 1981, prix allemand du disque (de) classique.

### Décorations
- 1920, médaille Litteris et Artibus.
- 1933, chevalier de l'Ordre du Sauveur.
- 1959, Grand croix du mérite de la Croix-Rouge japonaise.
- 1943, croix du mérite militaire de deuxième classe.
- 1975, chevalier des "Arts et des Lettres".
- 1984, Ordre de Maximilien.

### Honneurs

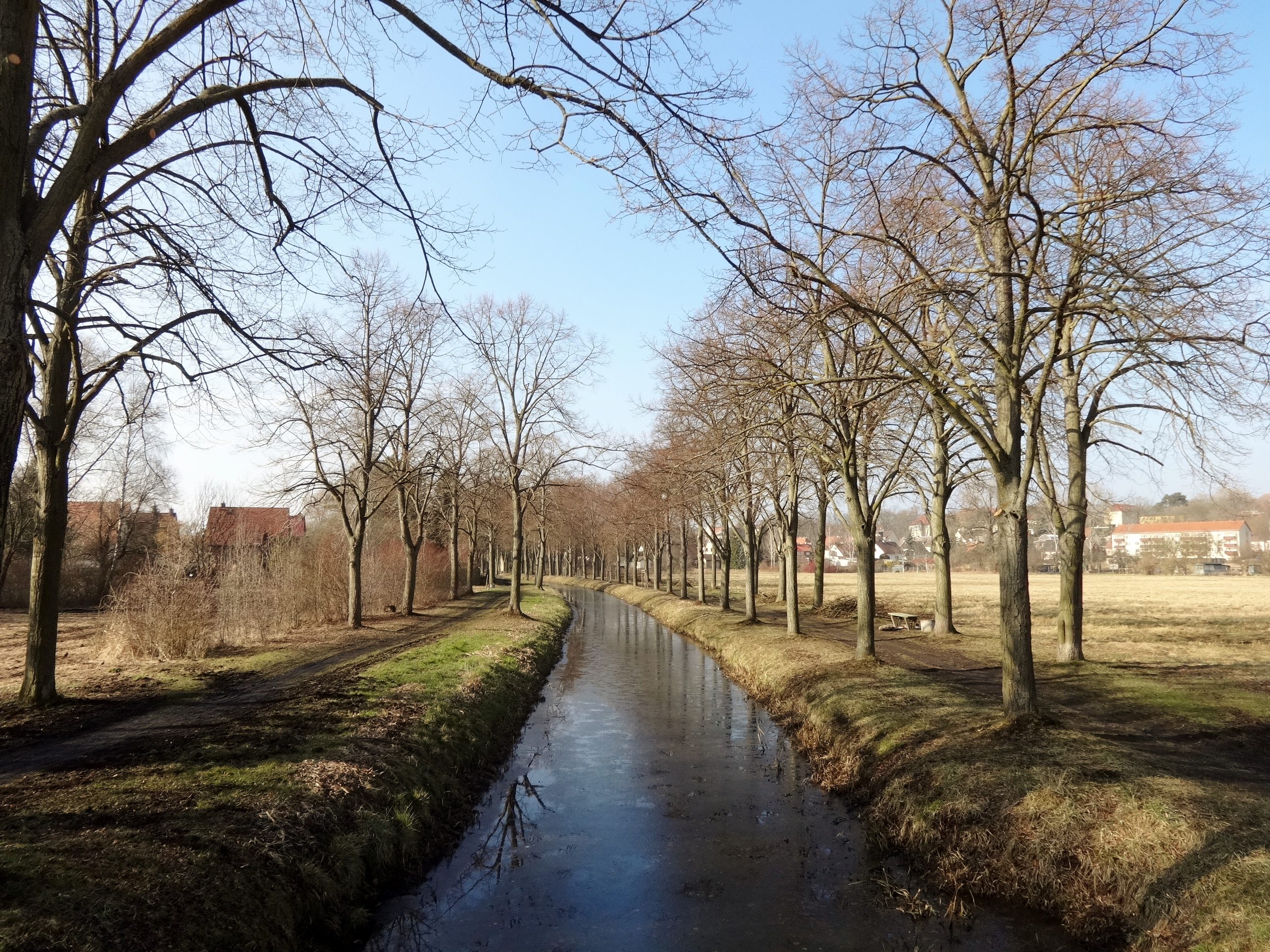
Le chemin Wilhelm Kempff à Jueterbog, nommé en son honneur par sa ville natale.

- 1932, membre de l'Académie prussienne des arts.
- Premier président de la Martin Behaim Gesellschaft.
- Président de la Gesellschaft der Freunde Romain Rollands in Deutschland.
- 1975, citoyen d'honneur de Positano.
- 1980, professeur honoraire de la Royal Academy of Music.

WIlhelm Kempf a en outre été inscrit en août 1944 par Adolf Hitler, à côté d'un millier d'autres artistes, sur la liste des « hommes providentiels ».

## Œuvre composée
Jeune prodige

- Sonate pour violon en la majeur, 1911.
- Trio avec piano en sol mineur, 1911.
- Symphonie no 1 en mi bémol majeur dite Symphonie Tannenberg, 1915, dédiée au maréchal Hindenburg.
- Quatuor en ré mineur, 1914, créée à Berlin en 1917.
- Concerto pour piano en si mineur, 1915.

Vers la célébrité.
- Ouverture pour La Bataille d'Arminius, première en 1917 à la Salle Beethoven de Berlin par le Philharmonique dirigé par Hermann Henze.
- Divertimento, 1923.
- Mystère de la naissance du Seigneur, op. 22, oratorio, 1925.
- Symphonie no 2 en ré mineur, op. 19, déposée le 4 mai 1926[64] et créée en 1929 par Wilhelm Furtwängler à Leipzig.
- Le Roi Midas (de) op. 33, opéra en un acte d'après Wieland, 1931.
- Concerto pour violon en sol mineur, op. 38, créé en 1933 par Hans Schmidt-Isserstedt et Georg Kulenkampff.

Gloire nationale
- Famille Gozzi, op. 39, 1934, opéra comique en trois actes d'après Erich Noetker dédié à Benito Mussolini.
- Carnaval de Rottweil (de), op. 41, créé en 1936 à Hanovre.
- Destin allemand, op. 40., 1937, « cantate dramatique » d'après la pièce radiophonique[65] Le Jeu du mendiant allemand d'Ernst Wiechert, pour cette raison censurée par le NSDAP[66] en 1938.
- Suite arcadienne, op. 42, créée à Dresde en 1939.
- Quatuor pour cordes, op. 45/1, 1942, dédié à Arno Breker.
- Sonate pour piano en sol mineur, op. 47., 1944.

Compositions d'après guerre.
- Chants grecs, 1946, d'après les traductions d'Euripide par Ulrich von Wilamowitz-Moellendorff
- Le Couronnement de la Mort, 1947, opéra inachevé.
- Légende, op. 65, poème symphonique pour piano et orchestre créée à Hanovre en 1947.
- Le Miroir de Hamlet, op. 66, ballet créé à Hambourg en 1947.
- Épitaphe, op. 72, suite pour orchestre à cordes créée à Mayence en 1959.
- Positano, op. 73, 1958, suite pour orchestre à cordes.

## Œuvre écrite
- (de) Mon premier concert sur le front, in La Musique, no 32, cahier 1, p. 10–11, NSDAP, Berlin, octobre 1939[67].
- (de) Sous l'étoile à cymbales (de) : le devenir d'un musicien., Engelhorn (de), Stuttgart, 1951[68].

Rééd. (de) Sous l'étoile à cymbales (de) : souvenirs de jeunesse d'un pianiste., Piper (de), Munich, 1985  (ISBN 3-492-00746-5).
Trad. (fr) Alphonse Tournier, Cette note grave. Les années d'apprentissage d'un musicien., Plon, Paris, 1955.
- (de) Ce que j'ai entendu, ce que j'ai vu : carnet de voyage d'un pianiste., Piper, Munich, 1981, rééd., 1985  (ISBN 3-492-00691-4)[70].

### Documents
- Fonds Wilhelm Kempff, Archives de l'Université des arts, Berlin.
- R. Brussel, Fonds Montpensier, BNF, Paris.
- C. Ventura, « Wilhelm Kempff », in M. Bluwal & B. Gavoty, Initiation à la musique, ORTF, Paris, 1968, 16 mm, NB, 45 min. (documentaire) Observation du jeu de Wilhelm Kempff interviewé par Bernard Gavoty et interprétant les premier et troisième mouvements de La Tempête de Beethoven et le premier mouvement, allegro, de l'avant dernière sonate, no 20 D. 959, de Schubert.
- W. E. von Lewinski (de), Wilhelm Kempff, Radiotélédiffusion de Sarre, Sarrebruck, 1975.